# Lac Pico Numero Tres
Le Lac Pico Numero Tres, en Argentine, est un lac andin d'origine glaciaire situé à l'ouest de la province de Chubut, dans le département de Tehuelches, en Patagonie. 

## Géographie
Situé au sud du río Pico, le lac Pico Numero Tres peut être subdivisé en deux parties plus ou moins égales : la partie nord en forme de demi-cercle est séparée de la partie sud (de forme plutôt rectangulaire) par un cordon alluvial est-ouest ouvert en son centre. La partie sud donne son orientation à l'ensemble qui est donc orienté est-ouest. Peu profond, il présente dans sa partie nord-ouest une vaste superficie occupée par des roseaux. Le lac confine à l'ouest avec une vaste surface marécageuse traversée par son émissaire et par le río Pico.

Son axe est-ouest est long de plus ou moins 1,85 kilomètre. 

Il a une superficie de 2,8 km2 et son altitude est de 501 mètres. 

Il se trouve à moins de 4 kilomètres au sud du lac Pico Numero Cuatro, et à 3,4 km à l'ouest du lac Pico Numero Uno. Moins de 15 km à l'ouest se trouve la frontière chilienne.

## Hydrologie
Son émissaire prend naissance au niveau de son extrémité sud-ouest. Il divague vers l'ouest dans plaine marécageuse déjà mentionnée, tout en se dirigeant globalement vers l'ouest. Il conflue en rive gauche avec le río Pico. 

Ce dernier est lui-même affluent en rive gauche du río Carrenleufú qui débouche au Chili dans l'océan Pacifique.

## Pêche
Comme les autres lacs Pico, le lac Numero Tres est une destination de premier choix pour les amateurs de pêche. On y trouve en abondance notamment l'omble de fontaine (Salvelinus fontinalis) et la truite arc-en-ciel (Oncorhynchus mykiss).